# El Día (Uruguay)
El Día es un periódico digital uruguayo que se edita en Montevideo. Fue fundado el 16 de junio de 1886 por José Batlle y Ordóñez, la figura más emblemática del Partido Colorado, y que dentro de él, dio origen al Batllismo.

## Historia
En el primer número figuraba el lugar de la administración en la calle Florida N. 124 y Colonia N. 16. La dirección ubicaba una esquina del límite de la entonces Ciudad Vieja de Montevideo, donde también funcionaba la redacción. Según lo indicaba en su portada, recibía  "avisos y solicitadas hasta la una de la tarde". Era un "diario de la tarde", cuyos precios eran los siguientes: "Por mes, capital $ 1.00" y para "la campaña $ 1.20". El "número del día $ 0.04" y "del día anterior $ 0.10". En un artículo dedicado "a la prensa", expresaba: "Pecaríamos de incultos si al presentarnos ante nuestros compañeros de la prensa olvidáramos, echándolas de innovadores, las zalamerías indispensables y el saludo de estilo". Aquí se proclamaba amigo del diario La Razón (otro periódico que se editaba entonces) y saludaba también a La Tribuna Popular, considerándolo como su compañera de pellejerías callejeras en adelante, cuyo prestigio entre el pueblo con tanta ventaja por la buena causa se ha sustituido al de El Ferro-carril".
Una de las principales  tradición  y características del diario, iniciadas por su fundador José Batlle y Ordóñez, fue la de escribir dios con minúscula, que se explica por la fuerte lucha ideológica que lo enfrentaba a la Iglesia católica.

## Un periódico público

Histórico edificio de El Día

Gracias a los logros de la alfabetización masiva promovida unas décadas antes, este diario pudo generar una cultura de masas a través de la prensa escrita transformándose en el habitual compañero del domingo en los sectores populares urbanos. Los ideales políticos democráticos, la sección para la mujer, el suplemento dominical, y la página deportiva comenzaron a moldear una opinión pública mayoritaria.
A comienzos de los años veinte del siglo XX pasó a ocupar un edificio especialmente construido para la instalación de la administración, redacción y talleres de impresión, en la principal avenida de Montevideo, 18 de julio, esquina Yaguarón, el cual luego del cierre de El Día, el 31 de enero de 1991, fue adquirido por el Estado ya que el mismo se encontraba como garantía en el Banco República de créditos otorgados que no fueron cancelados. Varios años después, ejecutada la prenda por el Estado ingresó en una transacción que permitió convertir al edificio en un casino y sala de juegos de azar administrado por los  concesionarios del Hipódromo de Maroñas.  
Dicho edificio tiene instalada una sirena, que se hacía sonar fuertemente en ocasiones muy especiales, tanto para marcar acontecimientos a festejar, como acontecimientos trágicos. La última vez que se utilizó, fue durante el cortejo fúnebre de Jorge Batlle. 
Durante la época de la Dictadura cívico-militar en Uruguay (1973-1985) fue cerrado por varios días por incluir términos despectivos referidos a los militares en sus avisos clasificados, no atribuido a persona alguna. Por otra parte, queda en la memoria de los Montevideanos de mayor edad la anécdota de cuando los oficiales superiores de las Fuerzas Conjuntas concurrieron a la sede de El Día para conversar con Horacio García Méndez y sobre una mesita ubicada cercana a la puerta de su despacho, los agentes depositaron las armas que llevaban consigo; a lo cual Don Horacio respondió colocando  su Parker 51 sobre la misma. El hecho corrió no solo por todo El Día, sino también por toda la ciudad. Por la tarde de ese mismo día, García Méndez aclaró que solo había reproducido el gesto de Víctor Hugo ante militares franceses en 1848 durante el conflicto de Les Communes.
El Día era también famoso por sus avisos clasificados y las largas filas de personas para poder hacer la publicación. También por el suplemento cultural de los dominigos, color sepia, donde en la contratapa se publicaban las historias de Tarzán.

## Declinación
Durante la década de los 80, vio disminuidos sus ingresos ya que el diario opositor, El País, lanzó el diario de clasificados El gallito Luis, el cual logró captar en gran mayoría a los avisos económicos. Es en dicha instancia, cuando El País, hace una fuerte referencia sobre El Día advirtiendo que este "No vendía ni un pito" (que no vendía nada), a lo cual el diario El Día le respondería con la publicación de un aviso de venta en el cual vendía “Un pito de árbitro de origen alemán”. Otra de las tantas campañas publicitarias reconocidas por el diario fue la colocación de  carteles por toda la ciudad, donde consultaba  en «¿Dónde está Pablito?» generando que la población interpretara que se trataba de un manejo político, el aviso hacía referencia a un juego  en el cual se entregaban premios a los ganadores.
En 1985 fallece José Lorenzo Batlle Cherviere, hijo de Rafael Batlle Pacheco, y esto precipita los hechos. La baja venta, agregado a disputas familiares, políticas y la mala administración llevó al cierre del diario. Las rotativas, la marca y bienes de esta etapa fueron rematadas por deudas con los empleados entre 1992 y 1993, quedando pendiente algunas propiedades que no estaban escrituradas.

### Última etapa como publicación impresa
En 1992 se produjo la esperada reapertura bajo la sociedad de nombre Nuevo Día S.A., con Enrique Tarigo como director.
La tecnología usada en ese momento era de punta para la época. Una red Novell 2.1 con coaxil, para la edición de artículos por parte de los periodistas y correctores, combinada con una red Solaris (Unix de SUN), con un server con procesadores SPARC y una caja de discos de 5 GB de almacenamiento, la cual conjuntamente con una base de datos Informix se realizaba el armado del diario; combinado con PC y Mac desde donde se hacía el escaneo de imágenes. Luego se enviaba a imprimir a dos fotocomponedoras Agfa, desde donde se sacaban las películas para el envío a la imprenta.
Se cambia el formato a página y se imprime en color la portada y contratapa, usando tinta de muy buena calidad al igual que el papel. Se vuelven a imprimir los suplementos económicos, una revista dominical a todo color llamada Bon Jour y la revista infantil Veo Veo que había sido impresa por Impresora Sudamericana para el diario Página 12, siendo utilizada por El Día y suplementos complementarios.
Para fines de junio de 1993, Tarigo se desliga por motivos políticos/económicos y deja como Redactor Responsable a Rodolfo Fattoruso, hasta ese momento editorialista. El control empresarial lo asume Julio Kneit, el cual hasta esa fecha había ocupado el cargo de administrador. La mala gestión, los conflictos con el personal y el no pago de salarios determina que el 24 de septiembre de 1993 se informe que se hará un alto para hacer una reestructura. Esto significó el cierre definitivo de El Día como diario.
Durante dicho período la impresión estuvo a cargo de Impresora Sudamericana, la cual imprimía las guías telefónicas en Uruguay (Volt Autologic), pues el diario no contaba ya con rotativas propias. Los bienes remanentes de ese período fueron rematados en 1994.

### Semanario
Luego de su definitivo cierre como diario, El Día reabre como semanario, gestionado por la sociedad Barcoluz, publicando con razonable suceso, durante todo el año 2000. Luis Franzini Batlle y Ope Pasquet Iribarne fueron sus directores y en el personal periodístico destacaban los nombres de Enrique Tarigo, Juan Carlos Legido, Daniel Castro, Enrique Piñeyro, Yamandú Marichal, Juan Aníbal Zúñiga, Miguel Ángel Peña, María Delia Borges y el caricaturista Bruera.

## Portal digital
En la actualidad, su publicación es en formato digital  y continúa bajo la dirección de la familia Batlle. El editor responsable es Rafael Franzini Batlle y cuenta con un panel de columnistas y periodistas de Uruguay, Estados Unidos y Argentina. El medio publica notas de actualidad del Uruguay y el mundo, y reedita contenidos históricos de la publicación desde 1886 hasta 2003. Su línea editorial continúa siendo batllista y, según palabras del propio editor en jefe, “se manifestará libre e independientemente de cualquier tendencia partidaria. Predicaremos libertad y justicia social y con ese propósito daremos cabida a opiniones divergentes, como aporte a la mejor formación e información de los uruguayos”.

## Columnistas, directores, redactores y otros
Entre los columnistas más destacados, Luis Batlle Berres, Francisco Schinca, Lorenzo Batlle Pacheco, Horacio García Méndez (Redactor Responsable, editorialista político), Renán Rodríguez (varias veces Director) Manuel Flores Mora, José Lorenzo Batlle Cherviere (Director) Jorge Otero Menéndez (Subdirector y Director), José Pereyra González (redactor responsable y codirector), Rafael Franzini Batlle, (subdirector, redactor responsable, columnista), Manuel Flores Silva, Jorge Pacheco Areco, Julio María Sanguinetti, Enrique Tarigo, Aníbal Luis Barbagelata, Leonardo Guzmán, Rodolfo Fattoruso,  Miguel A. Semino, Mario C. Fernández, Adolfo Castells Mendívil, el poeta Horacio Ferrer y su hermano, Eduardo Ferrer, el escritor Pablo Vierci, Luis Hierro López, Secretario de Redacción, Dorval Paolillo, Jefe de Información, Juan Carlos Moratorio ("John Coco"), periodista de turf, Washington Scaniello, cronista, Antonio García Pintos, cronista, "Flaco" Macchi, cronista, Oscar Brito, cronista, Nelson "Laco" Domínguez y Julio Toyos, cronista; en espectáculos la última etapa estuvo regida por Jorge Cravea, Silvia Tron, Juan Carlos Castiglioni y Marita Navarro en tanto las páginas musicales fueron de cargo de Juan Aníbal Zúñiga y Roberto Lagarmilla. En fotografía Juan Caruso y Rafael Caruso estuvieron al frente de un equipo famoso. Uno de sus caricaturistas a nivel editorial fue Horacio Guerriero (Hogue), además del dibujante y pintor Eduardo Vernazza que luciera su estilo espontáneo en las páginas del diario y en sus suplementos, especialmente en el clásico suplemento dominical; también en este suplemento estampó notables apuntes el dibujante y acuarelista Pierre Fossey -nacido en Francia-; en deportes rayaron alto Ulises Badano -jefe de página durante muchos años- y Emilio Lafferranderie (El Veco).
Colaboraron también algunos españoles exiliados, como Lois Tobío Fernández, galleguista y escritor.